# Damburg

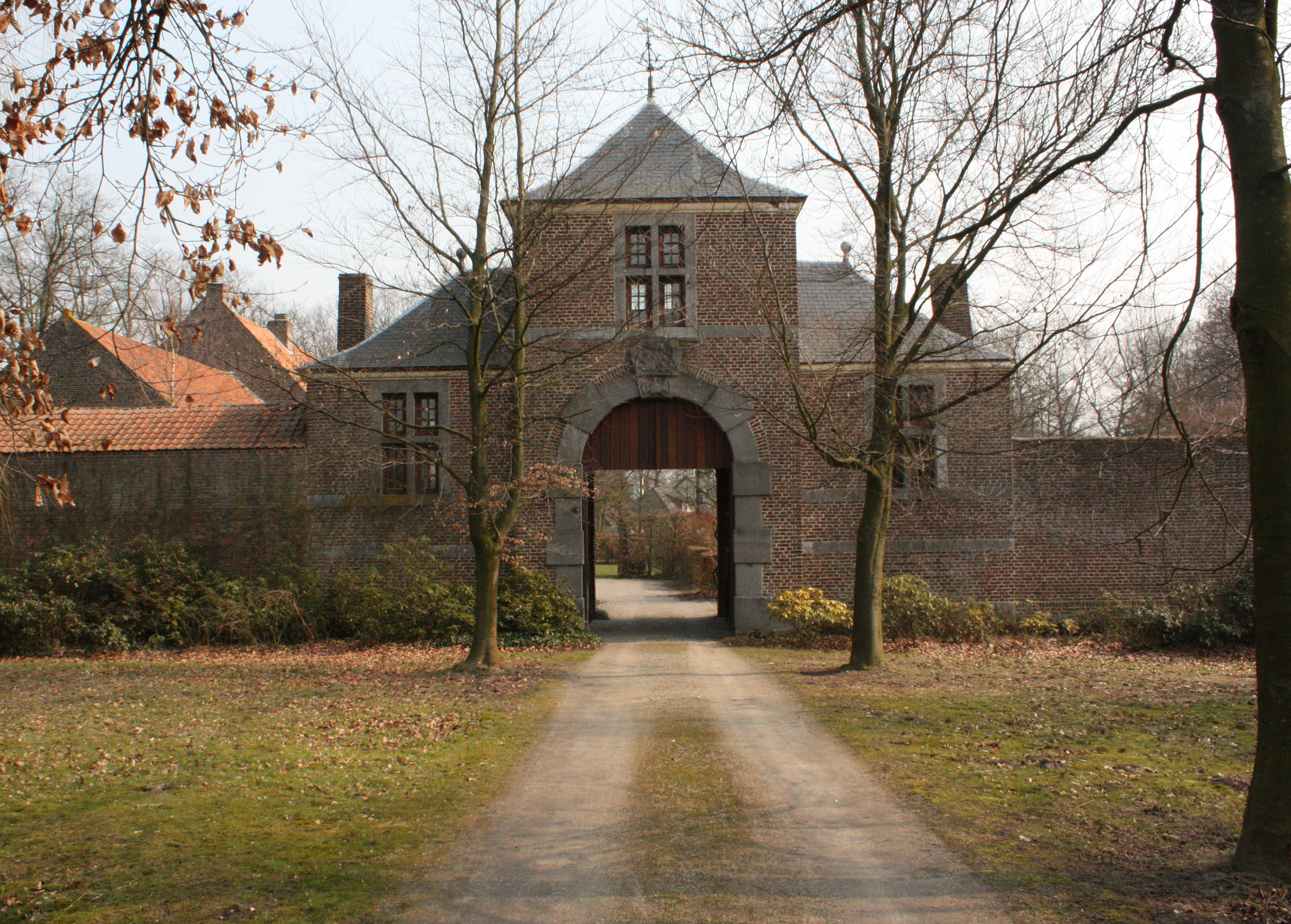
Toegangspoort Damburg Bocholt

Damburg is de naam van een kasteelhoeve die zich bevindt aan de Eikenlaan 1 te Bocholt.
Oorspronkelijk was hier een cijnshoeve, die eigendom was van de Heren van Bocholt. Dezen verbleven hier slechts enkele dagen per jaar en gebruikten het onder meer als jachtpaviljoen.
Tijdens de Tachtigjarige Oorlog werd de Damburg verwoest door de troepen van Peter Ernst I van Mansfeld en in 1683 gedeeltelijk heropgebouwd. Het poortgebouw in Maaslandse renaissancestijl stamt uit 1715 en werd opgericht door Joanna Theresia Clara van Bocholt, Vrouwe van Bocholt, en haar echtgenoot, graaf de Lannoy. Het was een omgrachte herenhoeve die op de Ferrariskaart (1771-1777) als Château d’Ambroug werd aangeduid. Ook werd op deze kaart gewag gemaakt van de eerste dennenaanplant in de gemeente, die in de buurt van Damburg heeft plaatsgevonden. In de Atlas van de Buurtwegen, uit 1845, had de Damburg reeds vrijwel haar huidige vorm, nu onder de naam: Maison du Village de Bocholt.
Hoewel er later nog aanbouwsels werden aangebracht, zijn er in het gebouw nog heel wat elementen uit de 17e eeuw aanwezig. Op het poortgebouw bevinden zich de wapenschilden van de families De Lannoy en De Fürstenberg met het jaartal 1715. Deze twee wapenschilden vind je ook terug in het officiële wapenschild van de gemeente Bocholt.

## Externe bron
- Onroerend erfgoed